# Sarinda silvatica
Sarinda silvatica là một loài nhện trong họ Salticidae. Loài này được phát hiện ở Panama.
Loài này thuộc chi Sarinda. Sarinda silvatica được Arthur Merton Chickering miêu tả năm 1946.